# Бёрли, Джон
Джон Бёрли или Джон Барли (англ. John Burley; умер в 1383) — английский рыцарь, кавалер ордена Подвязки. Принадлежал к незнатному роду, был одним из трёх сыновей Джона Бёрли, владевшего землями в Херефордшире, братом Саймона Бёрли — фаворита короля Ричарда II. Участвовал в боевых действиях на континенте: сражался в Бретани в 1377 году (под началом Томаса Вудстока, графа Бэкингема) и в 1380 году под началом Вудстока и сэра Джона Ноллиса. В 1377 году был принят в орден Подвязки. Сын Джона Ричард впоследствии тоже стал кавалером этого ордена.